# Post- och Kreditbanken
Die Post- och Kreditbanken, in der Regel als PKbanken abgekürzt, war eine schwedische Bank.

## Geschichte
Die PKbank entstand 1974 als Zusammenschluss der staatlichen Geldinstitute Postbanken und Kreditbanken, um den großen schwedischen Privatbanken ein starkes staatliches Institut entgegenzustellen. 1989 übernahm die Bank die Sveriges investeringsbank und weitete damit ihren Tätigkeitsbereich auf das Investmentbanking aus. Ein Jahr später fusionierte die PKbank mit der Nordbanken.